# 即興劇

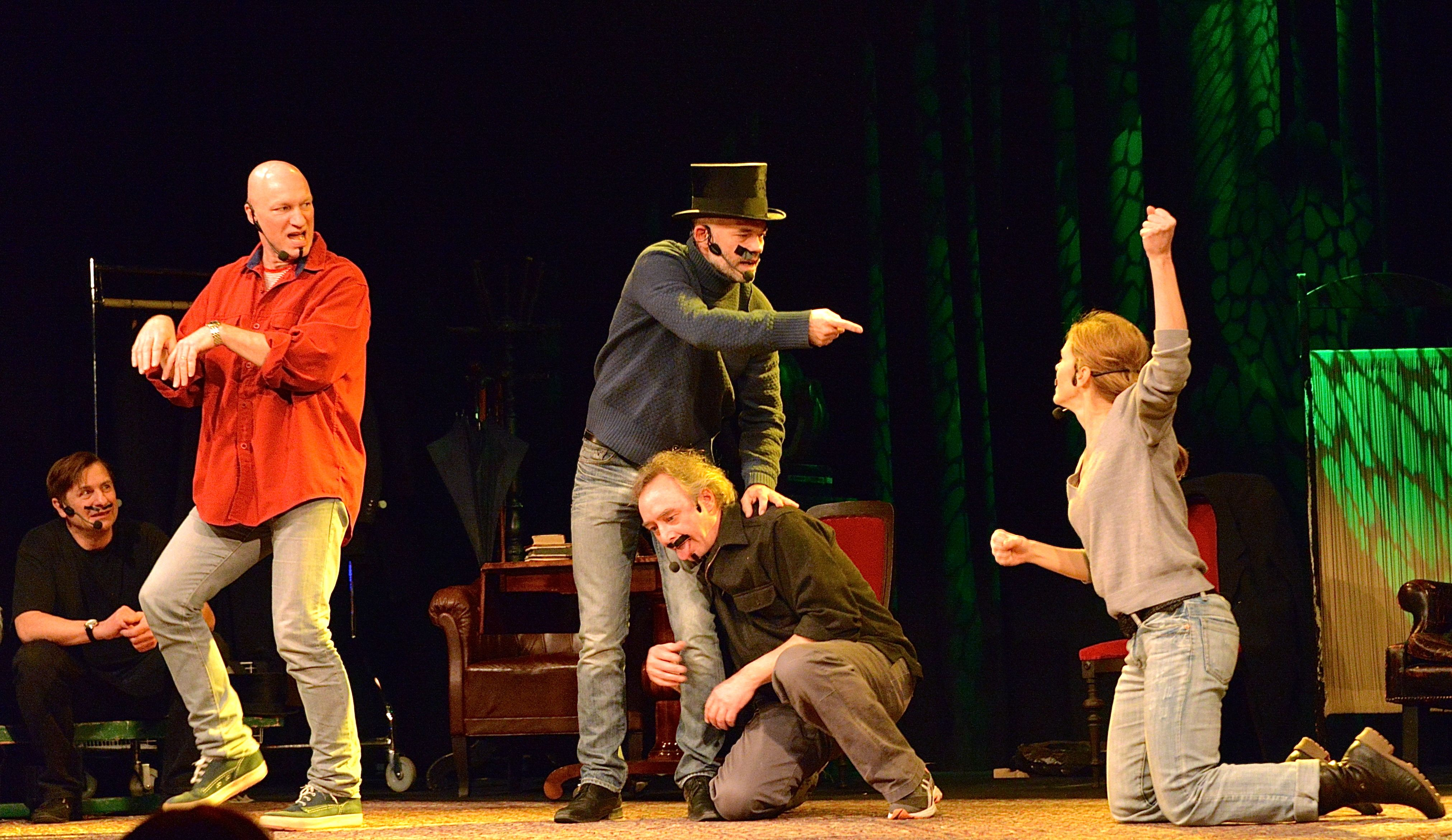
スウェーデンの俳優たちが即興劇をするシアタースポーツ競技

即興劇（そっきょうげき、英: Improvisational theatre）は、台本を用意せずに、即興的な演技手法を用いて、俳優が自発的に演じる形式の演劇である。たんに「即興」とも、インプロヴィゼーション（improvisation）、インプロブ(improv)、インプロ(impro)とも呼ばれる。

## 概要
即興劇は、大まかに以下のように分けられる。
- ショート・フォーム: 特に関連の無い、短いシーンを次々と見せてゆくスタイル。
  1. シアタースポーツ
  2. マエストロ
  3. ゴリラシアター
- ロング・フォーム: いくつかのシーンが互いに関連付けられて、1つの物語になってゆくスタイル
  1. ハロルド
  2. リトルタウン
  3. スポークン
- インプロ・ゲーム: 決められたルールに基づいて、明快なシーンを作り上げるパフォーマンス

即興劇の全ての形式において、役者は会話や動作をその場で創作する。本質的に予測不能であり、予期し得ない様々な事件が起きる為に、即興劇は自然と喜劇風になる。情緒に溢れる感動的なシーンや、物語とは言わないような芸術的なシーンも、即興で演じることが可能である。
即興はまた、役者のトレーニングのツールとしても有用である。多くの企業や芸術家たちが、発想力や文章構成力の訓練に即興を用いている。これらはしばしば「有機的な舞台」と呼ばれ、ドラマセラピーの分野などでも支持を得ている。
既に1,000近い数のエクササイズ、ゲーム、テクニック及び形式が、劇場での上演向けに考案されており、今なお増加している。多くは、演技や演習につながるようなレクリエーション型のゲームである。各ゲームはそれぞれ、特定のスキルをディスプレイすること、あるいは訓練することが出来るように設計されている。ここでいうスキルとは、身体表現、人格の創出、対応力、緊張を解くこと、提案に寛容であること、信頼すること、といったことである。

## 即興の工程
即興によるシーンを成功させるためには、話の中心（focus）を定め、出演者たちが協力し、それぞれが責任を持ってその物語の性格や流れを定義していかなければならない。シーン中のセリフや動きによって、他のキャラクタに名前を与えたり、場所や関係を明確にしたり、あるいはジェスチャを用いて空間を定義してゆく。このように、シーンを構成してゆく行為を特に「オファー（offer）」と呼ぶ。これは「エンダーメント（endowment）」とも呼ばれている。出演者は、共演者のオファーを受け入れる（accept）ことが重要である。オファーを受け入れない行為をブロッキング（blocking）と呼ぶ。これは往々にしてシーンの進行を妨げることにつながる。中には、故意にブロッキングをする（あるいは役柄を抜け出す）ことによって笑いを得ようとする役者もいるが、一般的にはシーンの進行を妨げる行為であり、多くのインプロバイザは敬遠する。オファーを受け入れることによってそれは同時に新たなオファーを追加することになり、結果的にシーンをより早く構成することができる。これこそが、インプロバイザたちが「イエス、アンド…（Yes and）」と呼ぶものであり、即興劇の技術の要となるものである。すなわち、相手からのオファーを「イエス」と受け入れた上で、さらに「アンド」する、つまり自分から出したアイディアを追加することで、即興劇中の世界観・設定・登場人物たちの関係・ストーリーなどが構築されていくのである。
即興はまた、観客との間に強い関係を作る。演者たちは、しばしば観客に提案を要求する。それは、単に発想のタネを得るばかりでなく、観客をより一層巻き込み、楽しませることにも貢献する。さらに、それが本当に即興であって台本は用意されていないということの証明にもなる。
即興劇の中で、喜劇的なエンタテイメント性に重点を置いたものを特に即興コメディと呼ぶ。
即興劇においては、通常の演劇で用いられるような「小道具」は準備することができない。汎用的な小道具を用意していることもあるが、多くのパフォーマーはパントマイムの技術を用いてモノを作り出す。すなわち、手の形や動きでモノを表現する。作られたモノは、安定して存在し続けることが要求される。机や壁を歩いて通り抜けるようなことがあってはならない。
即興役者は準備無しに様々な役柄を演じ分けなければならないため、キャラクタの物理的特性、仕草、言葉のなまり、声質、などを瞬時に切り替える技術が要求される。異なる性別、かけ離れた年齢を与えられる場面も少なくない。
作られたキャラクタの「行動目的」は、シーンを成功させる重要な要素である。即興役者は、その演じている役がいったい何をしたいのかを感じ取らなければならない。
多くの即興役者は、通常の台本芝居の役者としても活躍している。即興の技術は普通の演劇のクラスでもしばしば教えられる。即興は役者のトレーニングとして用いられる。即興を通して得られる技術、すなわち、聴くこと、わかりやすく表現すること、自信を持つこと、考えずに演技すること、などは、一般の役者たちにとって重要なスキルであると考えられている。
多くの劇団が様々な即興パフォーマンスを舞台で公演している。最も有名なものの1つは、キース・ジョンストン（Keith Johnstone）が作った国際団体「シアタースポーツ（Theatresports）」である。彼は、即興劇の発展に多大な影響を与えた本、Impro の著者でもある。
即興劇に大きな影響を与えたもう1つのグループは、「シアターゲーム」の創設者であるヴァイオラ・スポーリン（Viola Spolin）とその息子ポール・シルズ（Paul Sills）が中心となっているシカゴの団体「セカンド・シティ」（Second City）である。彼らは、ストーリー・シアター、デル・クローズ、ImprovOlympicの基礎を築いた。ロングフォームの形態として知られる "ハロルド" の生みの親でもある。

## 日本国内での動き
最近日本では、企業研修の分野の他にも大学の授業や子どもの教育として用いられるケースも多い。

近年では大会も多く、i-1グランプリというインプロNo1を決める大会も存在する。

また即興劇を専門とする劇団も全国各地に存在している。純粋な即興劇をする団体もいれば、即興劇を組み込んで応用した団体も存在する。